# Peter I's Ø
Peter I's Ø (på norsk Peter I Øy) vest for Antarktis blev opdaget den 21. januar 1821 af den russiske admiral Fabian von Bellingshausen. Den er opkaldt efter zar Peter 1. af Rusland. 
Den 2. februar 1929 lykkedes det Ola Olstad som den første at betræde øen, som han tog i besiddelse for Norge. Da øen ligger syd for 60°S er den en del af det antarktiske teritorium og kravet er derfor ikke alment anerkendt af andre stater. På samme måde er Norges krav på Dronning Maud Land på fastlandet af Antarktis heller ikke anerkendt af andre lande end Australien, Frankrig, New Zealand og Storbritannien.
Øen har et areal på 243 km² og dens højeste punkt på 1755 meter er Lars Christensens Spids.
68°50′S 90°35′V / 68.833°S 90.583°V